# کینراس
کینراس (به انگلیسی: Kinross) یک شهرک در اسکاتلند است که در پرت و کینروس واقع شده‌است. کینراس ۴٬۰۰۰ نفر جمعیت دارد.